# Episodi di Blindspot (terza stagione)
La terza stagione della serie televisiva Blindspot, viene trasmessa sul canale statunitense NBC dal 27 ottobre 2017 al 18 maggio 2018.
In Italia, la stagione va in onda in prima visione assoluta dal 21 febbraio al 22 agosto 2018 su Premium Crime di Mediaset Premium. In chiaro verrà trasmessa sul 20 dal 7 giugno 2019 nel day-time.
Al termine di questa stagione Luke Mitchell esce dal cast principale. Ukweli Roach, Archie Panjabi e Michelle Hurd ricompaiono come guest star.
| n° | Titolo originale       | Titolo italiano                   | Prima TV USA     | Prima TV Italia  |
| -- | ---------------------- | --------------------------------- | ---------------- | ---------------- |
| 1  | Back to the Grind      | Di nuovo al lavoro                | 27 ottobre 2017  | 21 febbraio 2018 |
| 2  | Enemy Bag of Tricks    | Un mucchio di trappole del nemico | 3 novembre 2017  | 28 febbraio 2018 |
| 3  | Upside Down Craft      | Caccia ai topi                    | 10 novembre 2017 | 7 marzo 2018     |
| 4  | Gunplay Ricochet       | L'FBI                             | 17 novembre 2017 | 14 marzo 2018    |
| 5  | This Profound Legacy   | Questa profonda eredità           | 1º dicembre 2017 | 21 marzo 2018    |
| 6  | Adoring Suspect        | Sospetto adorante                 | 8 dicembre 2017  | 28 marzo 2018    |
| 7  | Fix My Present Havoc   | Risolvi il mio attuale problema   | 15 dicembre 2017 | 4 aprile 2018    |
| 8  | City Folks Under Wraps | Cittadini sotto copertura         | 22 dicembre 2017 | 11 aprile 2018   |
| 9  | Hot Burning Flames     | Proteggeremo la vostra libertà    | 12 gennaio 2018  | 18 aprile 2018   |
| 10 | Balance of Might       | Equilibrio di forza               | 19 gennaio 2018  | 25 aprile 2018   |
| 11 | Technology Wizards     | I Maghi della tecnologia          | 26 gennaio 2018  | 6 giugno 2018    |
| 12 | Two Legendary Chums    | Due amici leggendari              | 2 febbraio 2018  | 13 giugno 2018   |
| 13 | Warning Shot           | Colpo di avvertimento             | 2 marzo 2018     | 20 giugno 2018   |
| 14 | Everlasting            | Eterno                            | 9 marzo 2018     | 27 giugno 2018   |
| 15 | Deductions             | Deduzioni                         | 16 marzo 2018    | 4 luglio 2018    |
| 16 | Artful Dodge           | Abile imbroglione                 | 23 marzo 2018    | 11 luglio 2018   |
| 17 | Mum's the Word         | Mamma è la parola                 | 30 marzo 2018    | 18 luglio 2018   |
| 18 | Clamorous Night        | Notte clamorosa                   | 20 aprile 2018   | 25 luglio 2018   |
| 19 | Galaxy of Minds        | La Galassia delle menti           | 27 aprile 2018   | 1º agosto 2018   |
| 20 | Let It go              | Lascia perdere                    | 4 maggio 2018    | 8 agosto 2018    |
| 21 | Defection              | Defezione                         | 11 maggio 2018   | 15 agosto 2018   |
| 22 | In Memory              | In Memoria                        | 18 maggio 2018   | 22 agosto 2018   |

## Di nuovo al lavoro
- Titolo originale: Back to the grind
- Diretto da: Martin Gero
- Scritto da: Martin Gero

### Trama
L'episodio comincia con un flashback del matrimonio tra Jane e Kurt e il loro successivo trasferimento in Colorado per poter stare vicino alla figlia dell'ormai ex vicedirettore dell'FBI. Presto i coniugi vengono privati della quiete ricercata, dal momento che dopo l'eliminazione di Sandstorm, sul dark web è stata inserita una cospicua taglia per Jane. Dopo aver subito un attacco nella propria abitazione Jane sceglie di scappare per proteggere l'incolumità di Kurt e sua figlia. Da qui il peregrinaggio di Kurt per ricercare la moglie, che lo spinge sul lastrico e a trasferirsi nella vecchia abitazione di New York. Grazie all'indizio recapitato all'FBI da Roman, una scatola in metallo, Kurt trova Jane e la informa che nel frattempo Reade, diventato vicedirettore dell'FBI, Zapata, unitasi alla CIA, e Patterson, ricongiuntasi all'FBI dopo essersi dedicata per un anno allo sviluppo di app per cellulari, sono stati rapiti. Nel frattempo i tre agenti speciali, rapiti dal governo Venezuelano, riescono a fuggire dalla prigionia, aiutati anche da Kurt e Jane ormai riunitisi. Viene formata una nuova task force a cui prende parte anche Zapata, che rimane però sempre un'agente della CIA. Seguendo i nuovi tatuaggi che Roman ha impresso sul corpo di Jane, caratterizzati dal fatto che si possano vedere solo grazie alla luminescenza creata dall'oggetto metallico che era stato recapitato a Kurt, la squadra investiga sui nuovi enigmi. Innanzitutto Jane e Kurt si recano a Venezia, dove Weller consegna il corpo apparentemente morto di Jane, per poi riappropriarsene. Così facendo viene eliminata dal dark web la taglia che ormai un anno prima aveva diviso la coppia. Rimangono tuttavia molti misteri all'interno della squadra, Jane tornata a casa con Kurt nasconde in una parete dei soldi e dei documenti. Zapata dice al suo capo Keaton di non preoccuparsi per il tatuaggio della libellula sul corpo di Jane. Patterson minaccia Rich.Com, diventato collaboratore dell'FBI in cambio del rilascio dalla prigione, di non parlare del rapporto professionale avuto durante l'anno precedente. Infine Kurt incontra Roman il quale lo minaccia di rivelare a Jane "ciò che è successo a Berlino" in caso di mancata collaborazione.
- Ascolti USA: 4.130.000 telespettatori

## Un mucchio di trappole del nemico
- Titolo originale: Enemy Bag of Tricks
- Diretto da: David Tuttman
- Scritto da: Chris Pozzebon

### Trama
Seguendo il tatuaggio che Roman ha segretamente indicato a Kurt, la squadra giunge in una pianura dove poco dopo avviene lo schianto di un satellite. La squadra dell'FBI cerca di avvicinarsi per esaminarlo, ma una banda di criminali li precede e si allontana dopo una violenta sparatoria con una misteriosa scatola nera. All'interno della banda Jane riconosce un uomo con cui aveva collaborato durante la sua fuga, e grazie alla conoscenza delle sue abitudine riesce ad arrestarlo e interrogarlo, ottenendo importanti informazioni. Recandosi dall'azienda di produzione del satellite schiantato si scopre che esso aveva una importanza fondamentale per lo scudo antimissilistico segreto degli Stati Uniti, e che con la scatola nera rubata dai criminali si possa essere in grado di disattivarlo. Grazie a delle indagini Patterson intuisce che un membro della azienda stesse collaborando con la Corea del Nord, per un attacco nucleare ai danni dell'America. La squadra riesce a rintracciare la collaboratrice, rinvenuta tuttavia morta. Dei nordcoreani infatti prima di ucciderla in un planetario, le hanno sottratto i codici per la disattivazione dello scudo, procedendo successivamente con l'attacco informatico. Vengono però scoperti e fermati dalla squadra, poco prima di riuscirci. Intanto Roman si reca a degli incontri di riabilitazione psicologica principalmente per ex militari. Qui incontra Thomas Jakeman, un ex militare andato in missione in Iran, traumatizzato dal suicidio dell'amico e commilitone, il quale prima di morire gli devolse il suo cospicuo patrimonio. I due stringono una intensa amicizia, tuttavia Roman, anche se pare dispiaciuto nel farlo, avvelena Tom, rubandogli l'identità e falsificando tutti i suoi documenti.
- Ascolti USA: 3.500.000 telespettatori

## Caccia ai topi
- Titolo originale: Upside Down Craft
- Diretto da: Solvan Slick Naim
- Scritto da: Christina M. Kim

### Trama
La squadra arresta Kevin Loewe un noto azionista di Wall Street con l'accusa di avere ordinato il deragliamento di un treno a scopo economico. Tuttavia sembra che egli sia stato incastrato con delle e-mail contraffatte piazzate da un trio di hacker chiamato "i tre topolini ciechi" di cui facevano parte Patterson e Rich. Intanto viene arrestata Kathy Gustafson, la terza componente. Ella dice che non conosce l'identità degli altri due componenti, ma rivela anche che in realtà le e-mail non erano contraffate bensì erano state rimesse dopo che Loewe le aveva cancellate. Inoltre la squadra scopre che in giornata si sarebbe tenuto un convegno in cui veniva presentato un prodotto della "Volta Motors" e che Loewe, come con il treno, avrebbe compromesso il prodotto al fine di guadagnarci. La squadra sventa l'attacco, ma ancora una volta non trova le prove per inchiodare il noto azionista. La sera la squadra si trova a festeggiare l'attacco sventato, ma Patterson e Rich non si presentano, perché Kathy dopo avere intuito le loro identità ed essere uscita di prigione li rapisce. Quest'ultima rivela che il fratello era morto nell'attentato al treno e per questo Loewe doveva pagare. Tuttavia la squadra li localizza e arresta Kathy che per orgoglio non rivela l'identità degli altri due topolini. Alla fine dell'episodio Roman chiama Jane e le dice che dovrà soffrire per averlo tradito.

## L'FBI
- Titolo originale: Gunplay Ricochet
- Diretto da: David McWhirter
- Scritto da: Ryan Johnson e Peter Lalayanis

### Trama
Patterson risolve un tatuaggio che punta ad un ex attentatore morto 20 anni prima. In realtà egli è ancora vivo e comunica con la figlia tramite un noto intermediario chiamato Rossi. Egli viene arrestato, ma rivela di conoscere Jane raccontando alcuni episodi della sua infanzia. Intanto la squadra non fa progressi con la ricerca di Marcus Dunn, ovvero l'attentatore che sembrerebbe preparare un attentato nell'imminenza. Egli manda al times, come da consuetudine prima di un attentato una lettera in cui dice che attaccherà un'università di New York. La squadra sventa l'attentato, ma perde anche Rossi sfuggito durante il trasferimento. Intanto Roman partecipa ad un'asta di beneficenza organizzata da Blake Crawford. I due fanno conoscenza e Roman ne approfitta per distruggere un localizzatore. Alla fine dell'episodio a casa di Jane arrivano dei documenti inviati da Rossi che attestano che Jane 18 anni prima ha avuto una figlia.

## Questa profonda eredità
- Titolo originale: This Profound Legacy
- Diretto da: Rob Seidenglanz
- Scritto da: Rachel Caris Love

### Trama
La squadra indaga su una serie di attacchi incendiari che li portano a Vanya Petrushev, il legittimo re della nazione di Kazarus, che è stato preso di mira per essere assassinato da suo zio, l'attuale re. La squadra trova e salva Vanya e sua madre dagli assassini. Quando suo zio viene rovesciato, Vanya decide di andare da Kazarus per aiutare a guidare il popolo. Sospettosi del comportamento di Reade, Zapata e Patterson inventano prove false nel caso dell'omicidio di Stuart per attirare la talpa all'interno dell'FBI; Il direttore dell'FBI Hirst tenta di incastrare Reade usando il suo login per eliminare le "prove". Reade si rifiuta di credere alle accuse di Zapata e Patterson e chiede che producano prove concrete contro Hirst. Roman dice a Jane che Shepherd l'ha costretta a rinunciare a sua figlia e che le ha lottato per cercare di riprenderla, così Jane decide di trovarla a tutti i costi. Un flashback rivela che, durante la ricerca di Jane a Berlino, Weller ha incontrato sua figlia, Avery, che stava anche lei cercando la madre.

## Sospetto adorante
- Titolo originale: Adoring Suspect
- Diretto da: Eric Buchman
- Scritto da: Glen Winter

### Trama
Weller va sotto copertura a Hollywood per indagare sul legame di Keith Rhodes, un famoso attore, con un famigerato boss della criminalità organizzata, Nico Popov. Il team di Reade viene a sapere che Popov sta usando il produttore di Rhodes come copertura per spedire armi di distruzione di massa in tutto il mondo e che Popov sta pianificando un attacco chimico in America. Weller e Jane, con l'aiuto di Rich, contrastano l'attacco e arrestano Popov. Roman e Blake Crawford si avvicinano. Jane decide di abbandonare la ricerca di sua figlia per paura di metterla in pericolo. Hirst lancia una velata minaccia a Reade dopo che l'ha affrontata sui suoi legami con Kevin Loewe, così finalmente Reade si unisce a Jane, Weller, Patterson, Zapata e Rich per aiutare a sconfiggere Hirst.

## Risolvi il mio attuale problema
- Titolo originale: Fix My Present Havoc
- Diretto da: Lin Oeding
- Scritto da: Kristen Layden

### Trama
Un flashback rivela che Hirst ha ucciso Stuart per aver risolto il tatuaggio che porta all'identità dell'uomo con un orecchio solo, alias “Van Gogh”. Al giorno d'oggi, gli indizi di Roman portano la squadra alla dottoressa Margaret Palmieri, la direttrice di uno studio sui farmaci antitumorali che accetta tangenti. Durante l'intervista a uno dei partecipanti al trial clinico, Jane e Weller si trovano faccia a faccia con suo marito: Van Gogh. Lo catturano, scoprendo che è Eric Vance, un ex U.S. Marshall. Vance rivela che Hirst lo ha ricattato facendolo lavorare per lei, minacciando di costringere Palmieri a ritirare suo marito dal trial clinico e accetta di testimoniare contro Hirst se arrestano Palmieri. Patterson deduce che Palmieri prevede di rilasciare un virus mortale per diventare ricca vendendo la cura. Hirst chiede a Reade di espellere Zapata dalla task force e dall'FBI, credendo di poterlo ancora manipolare. Con l'aiuto di Allie, Jane e Weller impediscono a Palmieri di rilasciare il virus. Vance rivela che Hirst è diventata sempre più violenta nelle sue richieste e che ha ucciso Stuart personalmente, chiedendo poi a lui di coprirne le tracce. Quando Vance viene ucciso poco dopo essere stato messo sotto protezione testimoni, Weller si rende conto che Hirst sa che la squadra sta indagando su di lei.

## Cittadini sotto copertura
- Titolo originale: City Folks Under Wraps
- Diretto da: David Tuttman
- Scritto da: Brendan Gall

### Trama
Roman incontra il padre di Blake, Hank Crawford, e viene rivelato che Hirst è alle sue dipendenze. Roman ricatta Weller, intimandogli di uccidere Hirst. Rich scopre che Hirst vuole incastrare Patterson per l'omicidio di Stuart. Reade finge di schierarsi con Hirst contro il resto della squadra. Dopo che Rich aiuta Patterson a fuggire dall'FBI, viene arrestato da Hirst. Jane e Weller rubano il telefono di Hirst per ottenere dati da esso. Weller si fa arrestare per aiutare Jane a fuggire e portare i dati del telefono a Patterson, che trova una pista nei dati poco prima di essere arrestata. L’unica rimasta libera è Zapata, che segue la pista trovata da Patterson e ottiene una registrazione audio di Hirst che uccide Stuart. La registrazione viene riprodotta tramite il citofono dell'FBI e Reade può finalmente arrestare Hirst per omicidio. Lei rivela che i suoi subordinati hanno rapito Zapata, costringendo Reade ad aiutarla a scappare. Jane e Weller li rintracciano e liberano Reade e Zapata. Weller arresta Hirst piuttosto che ucciderla come ordinato da Roman. Non volendo più lasciare che Roman lo ricatti, Weller racconta a Jane il suo segreto da Berlino: ha ucciso sua figlia.

## Proteggeremo la vostra libertà
- Titolo originale: Hot Burning Flame
- Diretto da: Adam Salky
- Scritto da: Chris Pozzebon

### Trama
La squadra indaga su delle testate nucleari scomparse, scoprendo che sono state rubate da Lana, la sorella del leader terrorista Anton Stepulov che vuole vendicarsi per la morte di suo fratello. Weller è costretto a saltare da un aereo per disarmare la testata. Victor, il braccio destro di Hank Crawford, mette alla prova Roman costringendolo a recuperare un oggetto di valore. In un flashback, Weller spiega a Jane cosa è successo a Berlino: ha accidentalmente sparato ad Avery mentre affrontava un gangster di nome Max. Jane si toglie la fede nuziale e dichiara che lo sta lasciando. Viene rivelato che Avery è ancora viva e tenuta prigioniera.

## Equilibrio di forza
- Titolo originale: Balance of Might
- Diretto da: Martha Mitchell
- Scritto da: Tracy Whitaker

### Trama
Un flashback rivela che, mesi prima, Roman ha incontrato tre rifugiati in un campo keniota e li ha avvertiti che Saya, l'uomo che stava organizzando il loro trasferimento a New York, sta cercando di usarli. Dà loro il biglietto da visita di un giornalista del New York Times, che si scopre essere Meg, la fidanzata di Reade. Nel presente, i rifugiati contattano Meg, Reade collega la loro storia ad un tatuaggio di Jane e decide di incontrarli insieme a lei. Si scopre che Saya è un terrorista che utilizza rifugiati come copertura per i suoi attacchi, per poi ucciderli. Viene fermato dopo aver tentato di bombardare un hotel utilizzando un altro gruppo di riserva. Nel frattempo, Jane ricorda il suo primo incontro con Clem, un uomo con cui lavorava durante la sua assenza. Viene rivelato che è andata a letto con lui, ma il suo amore per Weller la spinge ad allontanarsi da Clem. Successivamente va a incontrare Clem nella sua stanza d'albergo a New York. Victor, uomo di fiducia di Crawford, sospetta di Roman e della sua identità di "Thomas Jakeman" e prende un bicchiere usato da lui per rilevare le sue impronte digitali. Patterson rivela a Weller di aver scoperto alcuni filmati di Avery di Berlino risalenti al giorno prima di incontrarlo. Avery si incontra con Roman, che le da dei soldi, spingendo Weller a credere di essere stato incastrato.

## I Maghi della tecnologia
- Titolo originale: Technology Wizards
- Diretto da: Jeff F. King
- Scritto da: Christina M. Kim

### Trama
Patterson scopre una recente richiesta di soccorso di Avery che mostra che è viva, tenuta dal leader di una banda tedesca Dedrick Hoehne. Jane e Weller vanno a Berlino per salvarla e Jane chiede a Clem di andare con loro. A berlino, rintracciano Dedrick e salvano Avery, che, manipolata dalle parole di Roman, fatica a fidarsi di Jane. Weller e Roman, si trovano faccia a faccia e Roman insiste nel dire che Crawford è il loro obbiettivo comune. Nel frattempo, Reade, Zapata e Patterson scoprono che Wizardville, l'app creata da Patterson, è stata hackerata e utilizzata per ricattare alcuni dei suoi giocatori. Patterson rivela di aver assunto Boston, ex fidanzato di Rich DotCom, per lavorare sull'app e sospetta di lui. Boston si presenta di sua iniziativa all’FBI e rivela che lui e il suo nuovo ragazzo Sanjay sono gli hacker e che i loro bersagli erano tutte persone cattive. Sanjay è ora però coinvolto in un affare illegale per vendere bombe al fosforo a un gruppo terroristico, e Boston vuole collaborare per fermarlo. I terroristi vengono uccisi e Sanjay viene arrestato. Rich chiede a Boston di riprendere la loro relazione, ma lui rifiuta. Quando Zapata decide di rivelare a Reade i suoi sentimenti, lui le mostra l’anello di fidanzamento per Meg. Roman chiama Jane per dire che si pentirà di aver riportato indietro Avery.

## Due amici leggendari
- Titolo originale: Two Legendary Chums
- Diretto da: David McWhirter
- Scritto da: Ryan Johnson & Peter Lalayanis

### Trama
Avery confida con riluttanza a Jane e Weller la sua storia, rivelando che il capo del padre adottivo (Hank Crawford) è responsabile di averlo spinto al suicidio. Un video di Roman e i tatuaggi di Jane indicano il vecchio partner di Weller, Donald Shipley, che si scopre essere sotto copertura per la sicurezza interna in una milizia guidata da Nils Bresden, ex berretto verde. Fingendosi un esperto di EMP, Weller va sotto copertura insieme a Shipley. In Marocco, Victor e Roman accompagnano Crawford, che sta facendo un patto segreto. Victor rivela a Roman di sapere che lui non è Tom Jakeman". Nel frattempo, Zapata interroga la Hirst per ottenere informazioni su Crawford, che rivela il collegamento tra lui e la milizia di Bresden. L’FBI neutralizza la milizia facendo saltare l’accordo di Crawford, che conclude che qualcuno a lui vicino lavori con l’FBI. Roman incastra Victor, che viene pugnalato a morte da Crawford. Nel tentativo di guadagnare la sua fiducia, Jane mostra ad Avery tutto ciò che hanno su Crawford e promette di sconfiggerlo. Successivamente torna a casa da Weller e decide di perdonarlo. Crawford affida a Roman la missione di uccidere coloro che stanno interferendo con i suoi piani: la squadra di Weller.

## Colpo di avvertimento
- Titolo originale: Warning Shot
- Diretto da: Kristin Windell
- Scritto da: Matt Young

### Trama
Il team riceve la visita di Nas Kamal, che ha risolto uno dei tatuaggi: indica un virus informatico che è stato recentemente rubato dalla NSA da Delilah Bunny, alias PopUpKid, un famigerato hacker. Il dispositivo è stato venduto all'asta a un hacker adolescente che senza saperlo lo ha acquistato per dei terroristi iraniani. Rich si sostituisce all’Hacker vincitore e contatta Delilah per incontrarla ad una festa di Hacker su un’isola. Insieme a Rich sotto copertura vanno Nas, Jane e Weller. Alla festa incontrano il criminale Sho Acktar, che è riuscito a evitare la prigione e ha intenzione di rubare il virus. Sho riesce a scappare, ma Jane recupera il dispositivo. Di ritorno all'FBI, la squadra scopre che Nas ha scambiato il virus con un falso per riavere il suo lavoro all'NSA. Più tardi, Nas chiama Weller per informarlo che ha scoperto che il padre adottivo di Avery ha avuto rapporti illegali con Crawford e gli invia ulteriori informazioni. Nel frattempo, Meg rivela a Zapata di essere un'immigrata senza documenti. Meg in seguito accetta la proposta di matrimonio di Reade. In Brasile, Blake ha in programma di mandare all'aria una partita di poker ad alto rischio gestita dal suo vecchio amico Christophe, con Roman che si atteggia a sua guardia del corpo, per aiutare suo padre a ottenere un nuovo accordo fondiario. Blake e Christophe vengono rapiti davanti a Roman.

## Eterno
- Titolo originale: Everlasting
- Diretto da: Dermott Daniel Downs
- Scritto da: Rachel Caris Love

### Trama
La squadra indaga sulle morti per droga apparentemente non correlate di tre soldati. Dopo un'esplosione in laboratorio, Patterson, gravemente ferita, cade in coma. Nel suo subconscio, rivive gli eventi della giornata più e più volte , condannata a farlo finché non risolve il caso. Mentre setaccia gli indizi, aiutata da varie figure del suo passato tra cui David, Stuart, Borden e il direttore Pellington, cerca di affrontare il senso di colpa per la loro morte. Dopo aver risolto il caso, si sveglia e riferisce che i Marines sono morti durante un'operazione segreta non autorizzata e che le loro morti sono state insabbiate da un generale dei Marines. Patterson confida a Zapata che la sua visione di Borden era in qualche modo diversa dalle altre; viene rivelato che Borden è vivo.

## Deduzioni
- Titolo originale: Deductions
- Diretto da: Marisol Adler
- Scritto da: Chris Pozzebon

### Trama
L'ex membro di Sandstorm Cade appare nell'appartamento di Jane e Weller, dopo essere scappato da un volo segreto precipitato della CIA, di cui era prigioniero. Li avverte che gli altri prigionieri stanno pianificando un imminente attacco a New York. Grazie alle sue informazioni, l'FBI riesce a identificare il leader dell'attacco, un agente della CIA di nome Quinn Bonita, che vuole vendicarsi della CIA per la morte del marito, e poi ferma lei e i prigionieri. Cade, capito che tornerà in una prigione della CIA, prende in ostaggio Zapata e Jane gli spara. Nel frattempo, Crawford vuole pagare il riscatto per la figlia, ma il padre di Christophe, Jean-Paul, vuole riprenderli con la forza. Roman va con la squadra di Jean-Paul, ma quando vede Blake e Christophe incustoditi, uccide gli uomini di Jean-Paul e li salva. Roman rivela a Crawford che ha capito che è lui il responsabile del rapimento e che l’ha fatto per avvicinarsi a Jean-Paul. Roman spiega di aver ucciso la squadra di Jean-Paul per coprirlo e Crawford loda la sua lealtà. Il corpo del padre adottivo di Avery viene scaricato in un fiume da uomini sconosciuti.

## Abile imbroglione
- Titolo originale: Artful Dodge
- Diretto da: Martha Mitchell
- Scritto da: Kristen Layden

### Trama
Un indizio sul tatuaggio della libellula costringe Zapata a rivelare che Borden è vivo e lavora per la CIA per infiltrarsi in un gruppo di terroristi serbi e che lei è il suo referente. L'FBI cattura Borden e ferisce uno dei terroristi. Borden afferma che i terroristi stanno pianificando un attacco imminente e fornisce all'FBI un'unità flash indecifrabile. Interrogare il terrorista ferito si rivela infruttuoso e Patterson inizia a crollare per il ritorno di Borden, ma poi si rende conto che una frase senza senso pronunciata dall'uomo ferito era la chiave per decifrare il drive. Scopre che i terroristi stanno pianificando di lanciare bombe anti-bunker sulle città degli Stati Uniti e la squadra ferma l'attacco. Nonostante la collaborazione di Borden, Zapata lo manda in prigione per sempre. Patterson dice a Zapata che non possono essere amiche dopo il suo inganno riguardo a Borden. Crawford confida a Roman il suo obiettivo finale: creare un imponente esercito privato che funga da forza di pace globale. Quando Roman crolla improvvisamente, Crawford lo porta in ospedale e i due legano. L'accordo di Rich con l'FBI viene annullato, ma la squadra garantisce per lui; Rich può restare. Zapata confessa a Reade di essere innamorata di lui, che reagisce bruscamente. Patterson mostra alla squadra un invito a un evento che Roman le ha inviato, per lei la chiave per abbattere Crawford.

## Mamma è la parola
- Titolo originale: Mum's the Word
- Diretto da: Jean de Segonzac
- Scritto da: Christina M. Kim

### Trama
La squadra dell'FBI, insieme ad Avery, va sotto copertura a un galà in cui Crawford intende incontrare Jean-Paul per concludere un accordo sul terreno. Lì, Jane e Avery incontrano Roman, che spiega il suo piano per aiutarli a registrare l'accordo di Crawford e arrestare lui e Jean-Paul. Tuttavia, un momento appassionato con Blake convince Roman a ingannare l'FBI in modo che possa mantenere la sua nuova vita con Blake e suo padre. L'FBI prende d'assalto il gala e uccide Jean-Paul, ma Crawford scappa con l'aiuto di Roman. Blake è scioccata nello scoprire l'attività criminale di suo padre e Crawford diventa sospettoso di Roman. Patterson inizia a nascondere le informazioni a Zapata al lavoro, attirando un rimprovero da Reade. Reade tenta di riconciliarsi con Zapata come amici, ma lei rifiuta, dicendo che non può essere il suo testimone o partecipare al suo matrimonio. Mentre Jane, Weller e Avery si godono un momento familiare, Roman ordina a un gruppo di assassini di uccidere tutti i membri della squadra dell'FBI.

## Notte clamorosa
- Titolo originale: Clamorous Night
- Diretto da: Neema Barnette
- Scritto da: Eric Buchman

### Trama
La squadra affronta una minaccia mortale per tutte le loro vite, e la fedeltà di Roman viene messa alla prova.

## La Galassia delle menti
- Titolo originale: Galaxy of Minds
- Diretto da: Marcus Stokes
- Scritto da: Ryan Johnson & Peter Lalayanis

### Trama
Jane e la squadra collaborano con un teorico della cospirazione per impedire che un'arma mortale finisca nelle mani di Crawford. Nel frattempo, Roman lotta per mantenere la sua vita personale con Blake mentre svolge missioni segrete.

## Lascia perdere
- Titolo originale: Let It Go
- Diretto da: Maja Vrvilo
- Scritto da: Rachel Caris Love

### Trama
Dopo aver ricevuto notizie scioccanti sul padre di Avery, Jane e Weller danno la caccia ad un pericoloso criminale, e il padre di Patterson aiuta il resto in laboratorio.

## Defezione
- Titolo originale: Defection
- Diretto da: David Tuttman
- Scritto da: Anne Hecker & Kristen Layden

### Trama
Jane recluta qualcuno del suo passato per aiutarla a smantellare un'alleanza pericolosa.

## In Memoria
- Titolo originale: In Memory
- Diretto da: Martin Gero
- Scritto da: Chris Pozzebon

### Trama
Jane e Weller vanno a caccia di Roman, dove tutto ha avuto inizio.